# Yordan O’Farrill

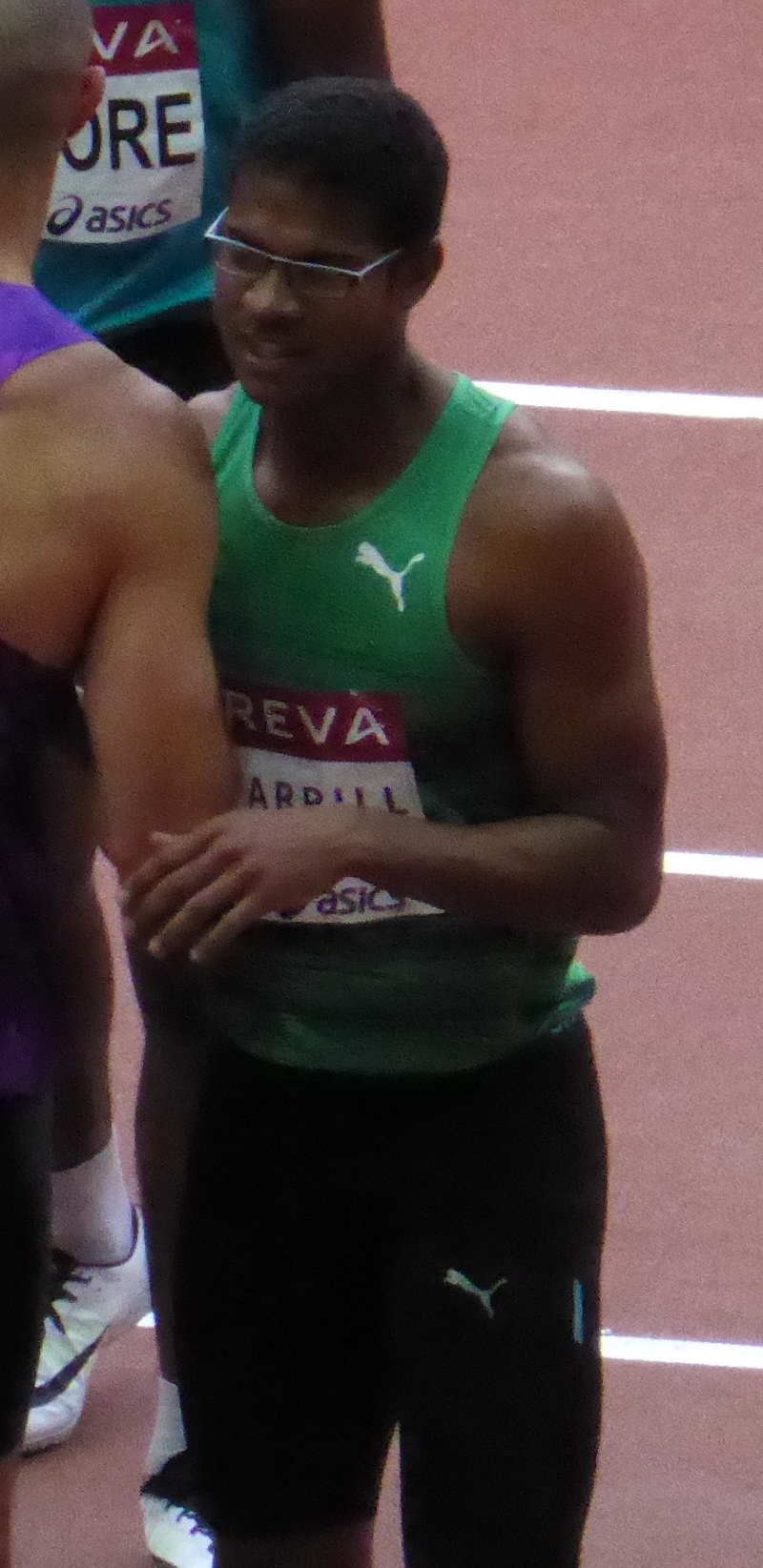
Yordan O’Farrill (2015)

Yordan O’Farrill (Yordan Luis O’Farrill Olivera; * 9. Februar 1993) ist ein kubanischer Hürdenläufer, der sich auf die 110-Meter-Distanz spezialisiert hat.
2012 siegte er bei den Leichtathletik-Juniorenweltmeisterschaften in Barcelona, und 2013 gewann er Bronze bei den Leichtathletik-Zentralamerika- und Karibikmeisterschaften.
2014 schied er bei den Leichtathletik-Hallenweltmeisterschaften in Sopot über 60 m im Vorlauf aus. Über 110 m Hürden wurde er Siebter beim Leichtathletik-Continentalcup in Marrakesch und siegte bei den Zentralamerika- und Karibikspielen.
Im Jahr darauf wurde er Sechster bei den Panamerikanischen Spielen 2015 in Toronto und scheiterte bei den Leichtathletik-Weltmeisterschaften in Peking im Vorlauf.

## Persönliche Bestzeiten
- 60 m Hürden (Halle): 7,65 s, 8. Februar 2013, Düsseldorf
- 110 m Hürden: 13,19 s, 9. Juni 2014, Prag